# Joachim Christopher von Zepelin
Joachim Christopher von Zepelin (også Jochum Christoffer etc.) (ca. 1660 – 29. august 1727 i Odense) var en dansk godsejer og jægermester.
Han var søn af Joachim von Zepelin (ca. 1600 - 7. maj 1676 på Gneve) og Gisela Tugendreich von Möllendorf (død 13. april 1716). Han var 1681 page ved det danske hof, da der udgik kgl. brev i anledning af en strid om godset Gneve mellem ham og hans stedsøster Elisabeth von Zepelins mand, Carl Koch. Han ansøgte 1693 om at blive jægermester, da han havde lært jagtvæsenet, blev udnævnt 25. august, boede o. 1700 på Svenstrup Hovedgård (Onsild Herred), blev 21. oktober 1702 jægermester i Nørrejylland, 22. februar 1714 etatsråd. Zepelin boede i sine sidste år hos degnen i Trøstrup-Korup, flyttede senest til Odense.
Han ejede Refstrup. 1722 solgte han gården til byfoged Laurids Ammitzbølls enke Cathrine Iversdatter Erritzøe. Gradvist overtog Henrik Bielke Zepelins embeder som jægermester.
Han blev gift med Mette von der Brincken (gift 1. gang med Kaj Blome, død 1702).